# Tub d'orgue

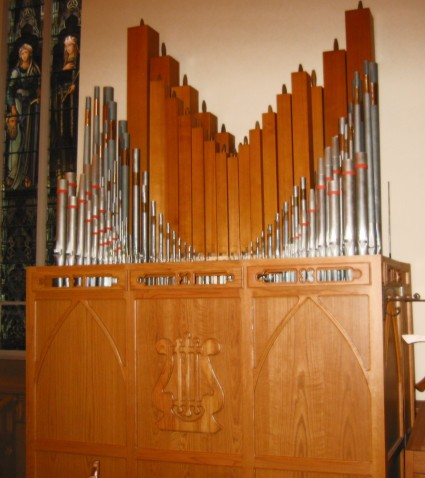
Conjunt de tubs de l'orgue de la Catedral de Sant Rafael, Dubuque, Iowa. En la fotografia s'observen tubs de fusta i metall de diverses grandàries.

Un tub d'orgue és un element que produeix sons en un orgue en ressonar a una freqüència específica quan s'insufla aire a pressió per la seva boca o llengüeta. Cada tub està afinat per produir una nota específica de l'escala musical. El conjunt de tubs afinats que formen una escala musical, un tub per a cada nota, amb un timbre similar i homogeni es diu registre.

## Construcció

### Materials
Els tubs d'orgue en general estan fabricats de metall o fusta. Solament ocasionalment és possible trobar tubs construïts de, vidre, porcellana, plàstic, o encara roca.

#### Metall

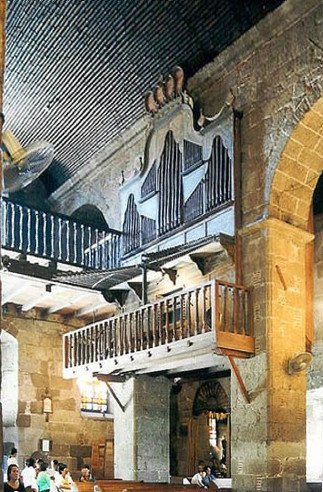
Orgue de bambú de Las Piñas (Filipines).

Els tubs de metall generalment estan fabricats d'un aliatge de plom i estany, amb petites traces d'antimoni i coure per augmentar la seva rigidesa. La proporció de cada metall en l'aliatge dependrà de les característiques desitjades per al tub. Com més plom posseeix l'aliatge, més opac serà el to resultant. I per contra, si un tub està fabricat amb una alta proporció d'estany, tindrà un to més brillant i clar. A més, un alt contingut d'estany li atorga al tub una lluentor especial i duradora, la qual cosa és moltes vegades un efecte desitjat si el tub està visible. El cost de cada metall és també un tema a tenir en compte, ja que l'estany és més costós que el plom. Els únics tubs que de vegades no es fabriquen en aliatges de plom-estany són els tubs més baixos d'un rang els quals de vegades es fabriquen de zinc. Addicionalment, s'han construït tubs d'una gran varietat de metalls, inclosos coure, alumini, or, plata, bronze, i ferro.
Els tubs metàl·lics són fabricats mitjançant un procés que comença amb l'abocament de l'aliatge de metall fos sobre una superfície plana. Una cop el metall s'ha refredat, és tallat en trossos, que són enrotllats al voltant de motlles anomenats mandrins de conformar i són soldats per acabar de conformar el tub. La secció transversal d'un tub metàl·lic en general és circular.

#### Fusta
El cos dels tubs de fusta és fabricat a partir de fustes de coníferes o fustes dures, encara que la secció inferior del tub (que comprèn el peu, tapa, bloc i boca) gairebé pot fabricar-se-li amb fustes toves que permeten modelar en forma precisa el llavi de la boca del tub així com calibrar perfectament el doll de l'aire. Els tubs són armats a partir de peces de fusta de diferents formes i grandàries utilitzant cola i cargols. A diferència dels tubs metàl·lics que són de secció transversal circular, és comuna que els tubs de fusta tinguin seccions transversals quadrades o rectangulars.

#### Altres materials
En els anys 1817-1821 fra Diego Cera, un sacerdot nascut a Graus, va construir un orgue de canyes de bambú a la localitat de Piñas (Filipines).

### Formes

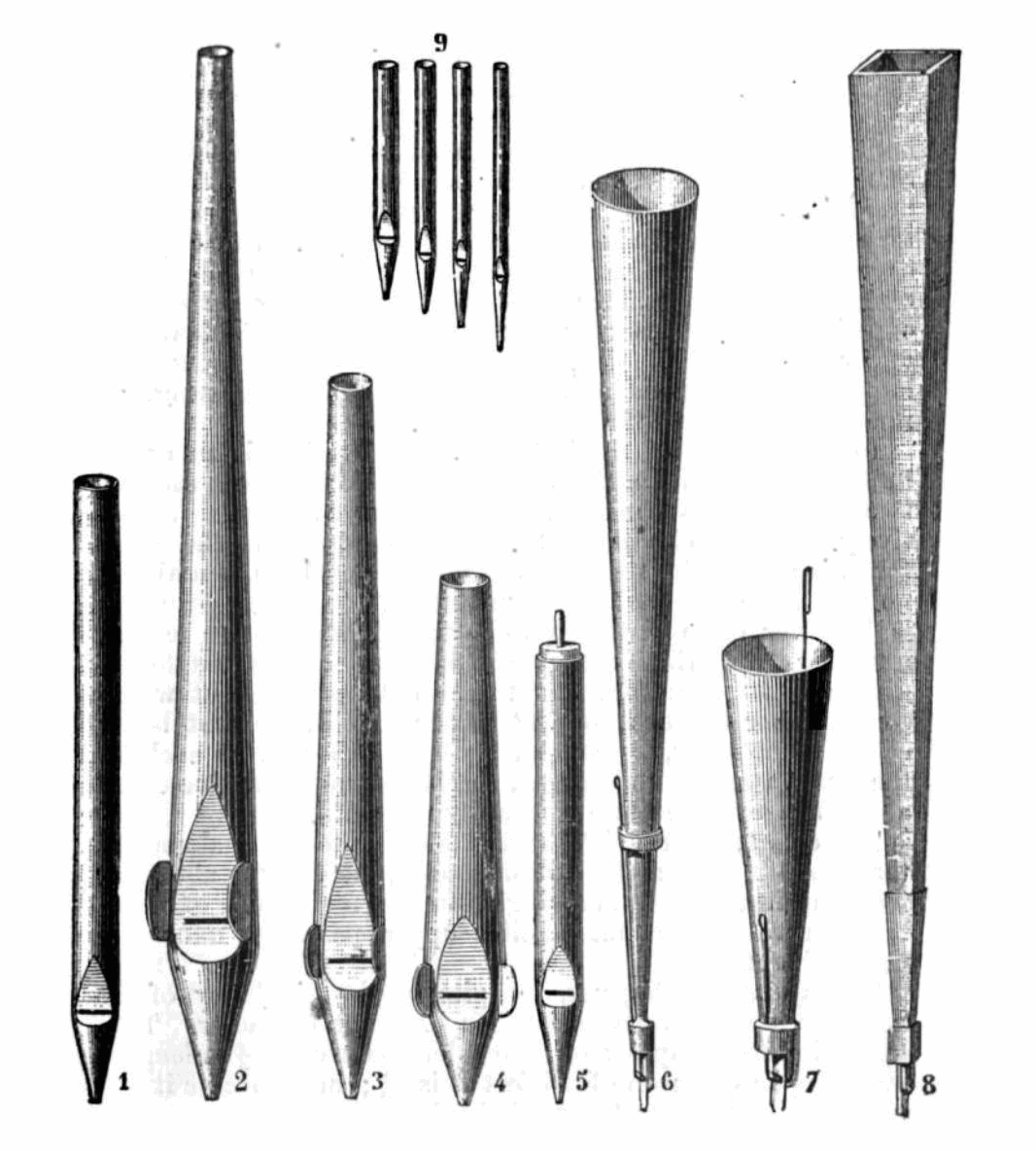
Formes de tubs d'òrgan.

Els cossos dels tubs d'orgue són en general fabricats en tres formes: cilíndrics, cònics, o rectangulars. Els tubs cilíndrics són cilindres simples, mentre que els tubs cònics posseeixen la forma d'un con convergent o divergent. Existeixen formes de tubs cuboides amb seccions transversals quadrades o rectangular. També existeixen algunes formes irregulars: per exemple la flauta triangular posseeix una secció transversal triangular). Addicionalment, un tub cilíndric o rectangular pot ser conformat en forma de tapered: o sigui, pot ser més ample a la seva base que en el seu extrem superior. La forma interna del tub juga un rol important en el color del to del so.
L'extrem del tub oposat a la boca pot estar obert o tancat. Un tub obert produeix un to en el qual participen tant els harmònics parells com els imparells, mentre que un tub tancat, tal com un bordó, produeix un to bàsicament amb els harmònics imparells. Addicionalment, l'aire viatja cap amunt i cap avall del cos del tub, duplicant la longitud de la columna de so; per tant, un tub tancat sona una octava més baix que un tub obert de la mateixa longitud. El to d'un tub tancat tendeix a ser més dolç i amable que el to d'un tub obert, encara que això queda subjecte a la discrecionalitat de l'executant.

## To
El to produït per un tub d'orgue depèn de la seva longitud. Per exemple un diapasó obert de "8 peus" es refereix a la longitud del tub més llarg del rang. Per tant, el tub més llarg el do, (dues octaves per sota del do central) mesura 8 peus de llarg. Aquesta longitud correspon aproximadament a la meitat de la freqüència de longitud d'ona d'un tub obert. Un tub de 8 peus tancat sona amb un to uníson, com un piano. Similar a la vibració d'una corda, la freqüència del to d'un tub obert que tingui la meitat de la longitud que un altre, produirà un so una octava més alt que el seu veí. Si el tub més llarg, Do, mesura 8 peus de llarg, el tub amb un to una octava més alta mesurarà 4 peus de llarg, i el que estigui dues octaves més amunt (Do central) tindrà 2 peus de llarg. Els tubs tancats o bordons corresponen a longituds d'ona en freqüència d'aproximadament 4 vegades la longitud del tub. Per exemple: un tub Do (2 octaves per sota del Do central) bordó/tancat tindrà 4 peus de llarg.

## Varietats

### Tubs de boca o labials

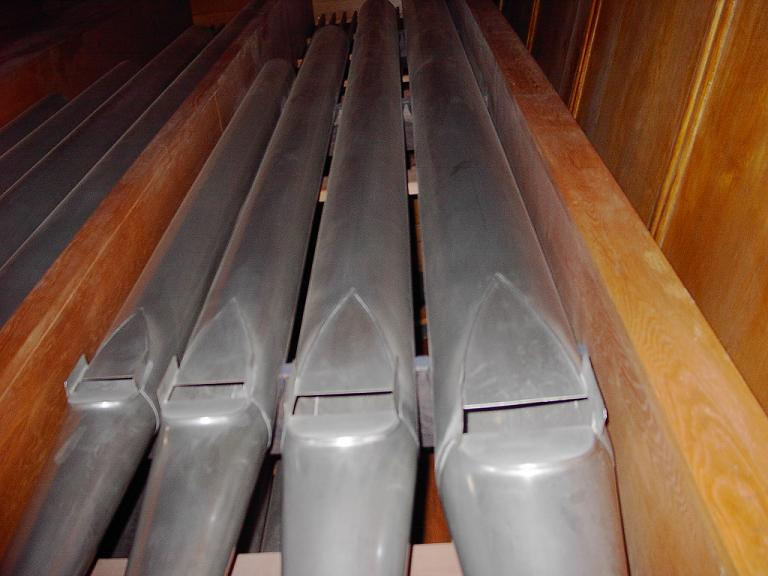
Conjunt de tubs de llavi d'un registre diapasó en l'òrgan Schuke en Sofia, Bulgària.

El so en un tub labial es produeix solament per la vibració de l'aire sense l'accionament de cap part mòbil, en forma similar al funcionament en una flauta dolça o un xiulet. L'aire de les manxes és conduït per conductes fins a una obertura i enviat contra un "llavi" afilat. D'acord amb el principi de Bernoulli això produeix una zona de baixa pressió just sota l'obertura. Quan el buit sota l'obertura és prou gran, el flux d'aire és desviat per sota del llavi. Després el procés funciona en sentit contrari, la formació d'una zona de baixa pressió sobre el llavi força el flux d'aire cap a l'altre costat. Aquest flux d'aire alternant crea ones d'alta i baixa pressió dins de la columna d'aire del tub. Una ona de pressió baixa i alta formen un "cicle" del to del tub. El flux d'aire oscil·latori produït pel llavi s'anomena vòrtex de von Kárman.
Els tubs labials en general pertanyen a alguna de les tres famílies tonals: flautes, diapasons (o principals), i cordes. El so bàsic d'un orgue es compon de diverses combinacions d'aquests tres grups tonals, depenent de cada orgue en particular i la peça que s'estigui executant.
Els diferents sons produïts per aquestes tres famílies tonals de tubs és producte de les característiques constructives de cadascun d'ells. El to d'un tub labial està afectat per la grandària i forma dels tubs com també del material del que està fet. Un tub amb major diàmetre produirà un to de flauta, un tub amb un diàmetre intermedi produirà un to diapasó, i un tub amb un diàmetre petit donarà un to de cordes. En un tub de gran diàmetre s'afavoreix el to fonamental restringint els harmònics d'alta freqüència, mentre que en un tub de diàmetre menor s'afavoreixen els harmònics alts i se suprimeix el fonamental. La ciència de mesurar i decidir com és el diàmetre de tub adequat es denomina escala del tub, i les mesures que resulten d'ella s'anomenen l'escala del tub. Els rangs de les tres famílies tonals poden ser oberts o tancats, encara que dels tres, les flautes són les que amb major freqüència són tancades.
Exemples dels noms de registres:
- Tubs labials oberts: aflautat, principal, vuitena, viola, etc.
- Tubs labials tapats: Violó, Bordó, Espigueta, Quintatò, etc.

### Tubs de llengüeta
El so en un tub de llengüeta es produeix per la vibració d'una llengüeta: l'aire és enviat cap a un component de bronze (la llengüeta). Es genera un buit parcial pel flux d'aire que circula a alta velocitat per sota de la llengüeta, cosa que fa que la llengüeta es doblegui contra una superfície rígida anomenada canya. Això talla el buit i permet que la llengüeta torni a la seva posició oberta. Un ressonador afinat es troba sobre aquest conjunt i reforça el so. El principi de funcionament és el mateix que el d'un clarinet. El to d'un tub de llengüeta queda determinat bàsicament per la longitud de la llengüeta però el volum d'aire en el ressonador reforça la freqüència. La majoria dels tubs de llengüeta posseeixen un ajust lliscant per afinar el tub mitjançant l'ajust de la porció de llengüeta que vibra. A causa de la precisió requerida per fabricar la llengüeta, el tub ressonador i les parts els tubs de llengüeta són més difícils de fabricar que els tubs de llavi.
- Exemple de registres de llengüeta són: baixó, clarí, trompeta, etc.

És possible obtenir un ampli espectre de colors tonals en el tub de llengüeta, per a això es poden modifiquen varis dels seus paràmetres, tals com la forma i el volum d'aire allotjat en el ressonador, com també l'espessor i forma de la llengüeta.
Així és possible que els tubs de llengüeta tancats imitin a alguns instruments musicals històrics, tals com el cromorn o l'orgue de regalia. Com que el ressonador està parcialment tancat per la llengüeta, dominen els harmònics imparells (per exemple en els tons buits dels tubs tancats de Krumhorn o Clarinet). Si el tub ressonador s'expandeix en un con, la geometria permet produir tant ressonàncies parells com a imparells, podent-se obtenir els tons complets de les claus de la trompeta i l'oboè.